# Phaethornis aethopygus
El ermitaño de Tapajós (Phaethornis aethopygus) es una especie de ave apodiforme de la familia Trochilidae, perteneciente al numeroso género Phaethornis. Es endémica del sureste de la Amazonia de Brasil.

## Distribución y hábitat
Se distribuye en las vecindades de los ríos Tapajós, Teles Pires y Xingu, al sur del río Amazonas, en el centro norte de Brasil.
Habita en selvas húmedas primarias. Aparentemente es tolerante a áreas deforestadas o afectadas por un incendio forestal. Un lek fue observado en un bosque de terra firme altamente perturbado.

## Estado de conservación
El ermitaño de Tapajós ha sido calificado como «vulnerable» por la Unión Internacional para la Conservación de la Naturaleza (IUCN) debido a la sospecha de que la continua deforestación en su zona y la pavimentación de una importante ruta estén causando un rápido declinio de su población, todavía no cuantificada. Son necesarias más investigaciones para mejorar el conocimiento de esta pobremente conocida especie.

## Descripción
Alcanza hasta 10 cm de longitud. El plumaje del dorso y la cabeza es de color  verde bronceado con pintas ferruginosas; presenta líneas superciliar e infraocular marrón claro, delimitando un área malar negruzca; alas y cola negruzcas, con las timoneras centrales prolongadas y las base y las puntas de la cola blancas; las partes inferiores y la grupa son color castaño rojizo rufo; la garganta es fusca. Las patas son rosadas. Las hembras son más pálidas que los machos y tienen la cola más larga.

## Alimentación
Se alimenta principalmente del néctar de las flores y complementa su dieta cazando pequeños artrópodos.

## Reproducción
Realiza un lek de apareamiento, durante el cual varios machos posados y separados uno de otro, cantan, cada en su lugar; vuelan y vuelven a su sitio. La hembra circula entre ellos, mientras machos realizan las exhibiciones. La hembra construye con algodoncillos y residuos vegetales un nido de forma cónica, agregando un zarcillo largo que sirve de contrapeso. Lo suspende con raíces finas de la cara inferior de una hoja de palmera, helecho, plátano o heliconia, de manera que al doblarse la hoja por el peso, una parte de ella protege el nido. Pone dos huevos alargados.

## Sistemática

### Descripción original
La especie P. aethopygius fue descrita por primera vez por el ornitólogo estadounidense John Todd Zimmer en 1950 bajo el nombre científico de subespecie Phaethornis longuemareus aethopyga; su localidad tipo es: «Caxiricatuba, Río Tapajós, margen derecha, Brasil». El holotipo, un macho adulto recolectado el 20 de mayo de 1931 se encuentra depositado en el Museo Americano de Historia Natural en Nueva York, bajo el número  AMNH 285949.

### Etimología
El nombre genérico masculino «Phaethornis» se compone de las palabras del griego «phaethōn» que significa ‘sol’ y «ornis» que significa ‘pájaro’; y el nombre de la especie «aethopygius», se compone de las palabras del griego «aithos» que significa ‘fuego’, y «pugē» que significa ‘rabadilla’.

### Taxonomía
Fue descrita en 1950 como una subespecie de Phaethornis longuemareus. Luego se le consideró estrechamente relacionado con Phaethornis atrimentalis. En 1996 se sugirió que representa un híbrido entre Phaethornis ruber y Phaethornis rupurumii. En 2009 esta hipótesis fue descartada y fue reconocida no solamente como taxón válido, sino también como especie plena con base en los estudios de Piacentini et al. (2009). La separación fue reconocida en la Propuesta No. 442 al Comité de Clasificación de Sudamérica (SACC).